# Ynys Gwylan-fawr
Ynys Gwylan-fawr är en ö i Storbritannien.   Den ligger i riksdelen Wales, i den sydvästra delen av landet, 300 km väster om huvudstaden London.